# Obetia carruthersiana
Obetia carruthersiana är en nässelväxtart som först beskrevs av William Philip Hiern, och fick sitt nu gällande namn av Alfred Barton Rendle. Obetia carruthersiana ingår i släktet Obetia och familjen nässelväxter. Inga underarter finns listade i Catalogue of Life.